# Ben Nevis (Whiskybrennerei)
Ben Nevis ist eine Whiskybrennerei bei Fort William, Inverness-shire, Schottland, Großbritannien.

## Geschichte
Die Brennerei am Fuße des Ben Nevis, dessen Namen sie übernommen hat, wurde 1825 durch „Long“ John MacDonald gegründet. Nach dessen Tod 1856 übernahm sein Sohn Donald die Destillerie. Seit 1908 dienen die Gebäude der ehemaligen Nevis Brennerei, die 1878 von Donald P. MacDonald gegründet wurde, als Lagerhäuser. 1955 gelangte die Destillerie in den Besitz des kanadischen Millionärs Joseph W. Hobbs, der eine 1971 wieder abgebaute Coffey Still einbauen ließ. Damit konnte zum ersten Mal in einer Brennerei neben Malt auch Grain Whisky hergestellt werden. 1978 wurde die Produktion eingestellt. Im Jahr 1981 verkaufte Joseph Hobbs jr. die Destillerie an Long John Distillers und Whitbread, die die Produktion 1984 wieder aufnahmen, aber schon 1986 wieder einstellten. 1989 übernahm Nikka die Distillerie. Seit 1990 wird wieder produziert.

## Produktion

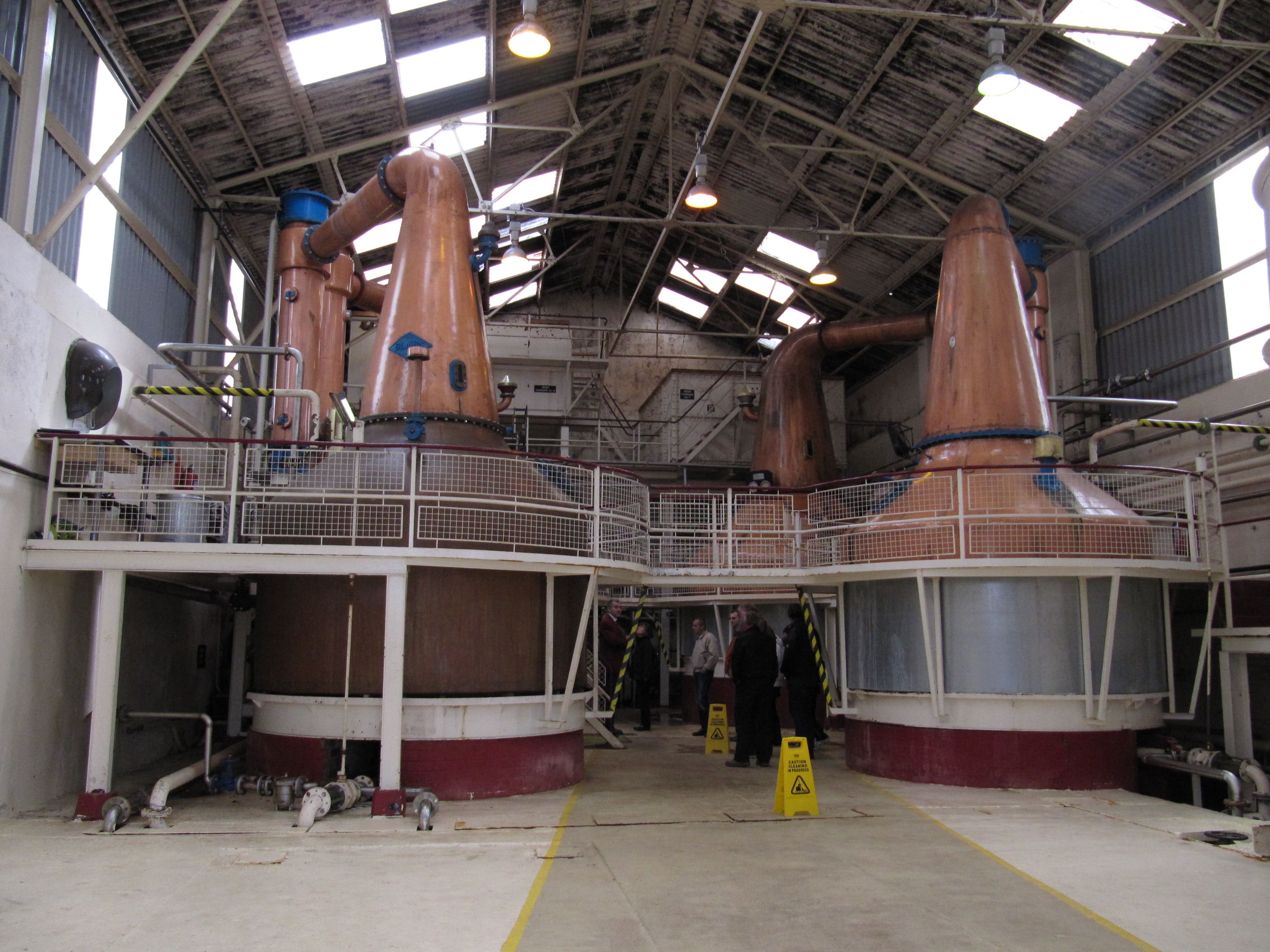
Die pot stills der Brennerei, im Vordergrund die spirit stills

Das Wasser der zur Region Highlands/Western Highlands gehörenden Brennerei stammt aus dem Allt A Mhullin Burn. Sie verfügt über einen Maischbottich (mash tun) (9,5 t) aus Edelstahl und sechs Gärbottiche (wash backs) (zusammen 300.000 l). Destilliert wird in zwei wash stills (zusammen 50.000 l) und zwei spirit stills (zusammen 40.000 l) die über Dampfspiralen erhitzt werden.

## Besichtigungen
Ben Nevis verfügt über ein Besucherzentrum und kann besichtigt werden.
Die kostenpflichtige Führung von knapp einer Stunde endet mit der Verkostung. Es kann unter drei Varianten gewählt werden: Nur ein blended Whisky (5 £), 4 unterschiedliche Whisky (18 £) und alle 8 verfügbaren (30 £, nur nach Anmeldung).

## Adresse
Lochy Bridge, Fort William, Scotland PH33 6TJ